# Karl Josef Schlitt

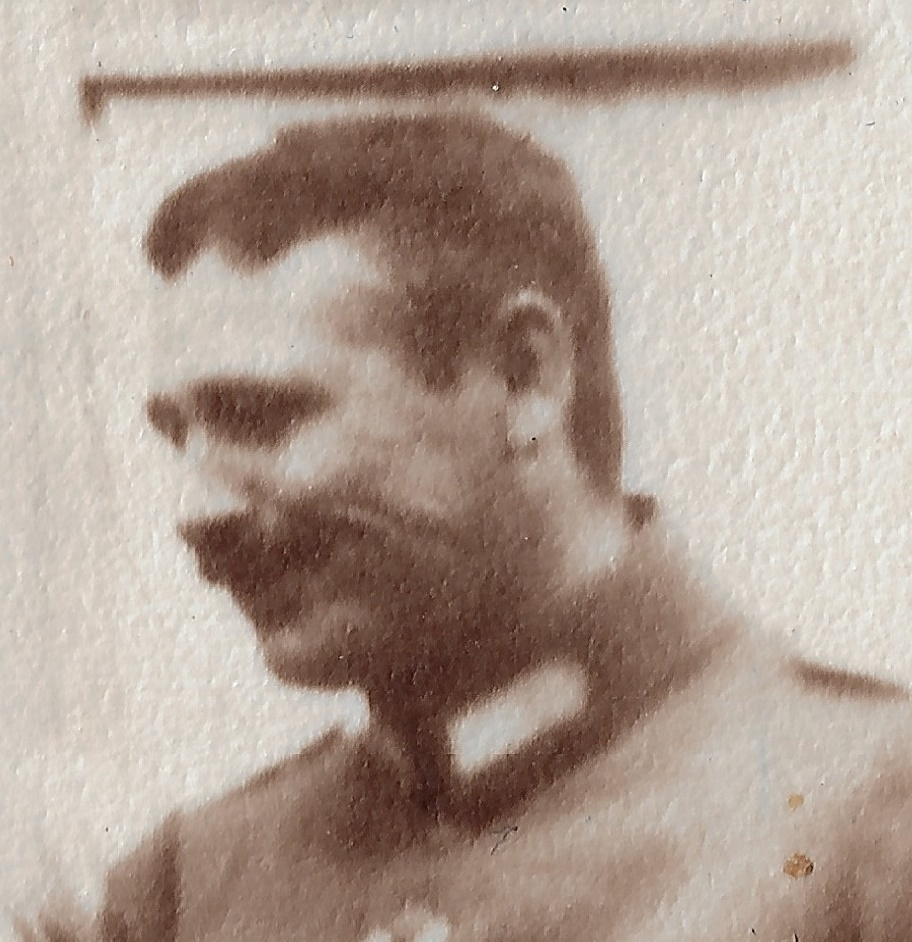
Karl Josef Schlitt im Jahr 1916

Karl Josef Schlitt (* 4. Juni 1883 in Obertiefenbach; † 30. Oktober 1960 in Wiesbaden) war ein hessischer Politiker (CDU) und Abgeordneter des Hessischen Landtags.

## Herkunft, Ausbildung und Beruf
Joseph Schlitt wurde der Sohn des Bäckermeisters Karl Schlitt und seiner Frau Maria geborene Kilbinger in der Hauptstraße Nr. 261 in der hessischen Gemeinde Obertiefenbach, die damals zum Oberlahnkreis gehörte, geboren und wuchs dort auf. Heute ist der Ort Teil der Gemeinde Beselich und gehört dem fusionierten Landkreis Limburg-Weilburg an. Schlitt gehörte der katholischen Konfession an.
Nach dem Besuch der Volksschule in Obertiefenbach von 1889 bis 1897 und des Gymnasiums in Bonn studierte Schlitt in Heidelberg und Marburg Rechtswissenschaften. 1910 legte er das Referendarexamen, am 27. Mai 1916 das Gerichtsassessorexamen ab. Danach war er Adjutant des Batteriekommandanten in Wiesbaden. Er schloss am 29. September 1926 in Rostock die Ehe mit Hildegard geborene Nahmmacher.
Nach seiner Tätigkeit als Landrat übte Schlitt von 1934 bis 1945 eine kaufmännische Tätigkeit aus. Im Jahr 1945 wurde er Mitinhaber und Geschäftsführer eines kaufmännischen Betriebs.

## Politik
Während der Novemberrevolution war Schlitt Vorsitzender des Wiesbadener Soldatenrates. Ab dem 6. Dezember 1918 bis zur Auflösung des Landkreises im Jahr 1928 war Karl Josef Schlitt Landrat des Landkreises Wiesbaden. Die definitive Bestellung als Landrat datiert vom 25. Juni 1920. Während der alliierten Rheinlandbesetzung wurde er von der interalliierten Rheinlandkommission ausgewiesen. Ab dem 22. Juni 1924 war er daher vertretungsweise Landrat im Landkreis Rotenburg (Fulda). Am 7. Oktober 1924 konnte er wieder in sein Amt in Wiesbaden zurückkehren. Nach der Auflösung des Kreises wurde er am 29. Januar 1929 in den einstweiligen Ruhestand versetzt, ohne dass eine weitere Verwendung vorgesehen war. Nach der Machtergreifung im Jahr 1933 wurde er in den endgültigen Ruhestand versetzt.
Seit dem Jahr 1945 war Karl Josef Schlitt Mitglied der CDU und dort in vielen Vorstandsämtern aktiv. Er war Vorsitzender des CDU-Ortsverbands Wiesbaden (Ortsverband 5), 1957–1960 Kreisvorsitzender der CDU Wiesbaden, 1947–1960 Bezirksvorsitzender der CDU Wiesbaden und Landesschatzmeister der CDU Hessen.
Kommunalpolitisch war er vom 2. Juli 1946 bis zum 30. Juni 1948 als Stadtverordneter (seit dem 12. August 1946 auch Stadtverordnetenvorsteher) und vom 8. Juli 1948 bis zum 30. Oktober 1960 als ehrenamtlicher Stadtrat in Wiesbaden aktiv.
Vom 15. Juli 1946 bis zum 30. November 1946 war Karl Josef Schlitt Mitglied der Verfassungberatenden Landesversammlung Groß-Hessen und dort Vorsitzender des Verfassungsausschusses. Vom 17. November 1949 (als Nachrücker für Josef Arndgen) bis zum 30. November 1950 war er auch Mitglied des Hessischen Landtags in der ersten Wahlperiode.

## Würdigung
Im Ortsbezirk Wiesbaden-Rheingauviertel ist die Karl-Josef-Schlitt-Straße posthum nach ihm benannt.